# Liste der Kulturdenkmäler in Frankfurt-Hausen
Die folgende Liste enthält die in der Denkmaltopographie ausgewiesenen Kulturdenkmäler auf dem Gebiet  der  Stadt Frankfurt-Hausen, Hessen.
Hinweis: Die Reihenfolge der Denkmäler in dieser Liste orientiert sich zunächst an Stadtteilen und anschließend der Anschrift, alternativ ist sie auch nach der Bezeichnung, der vom Landesamt für Denkmalpflege vergebenen Nummer oder der Bauzeit sortierbar.
Kulturdenkmäler werden fortlaufend im Denkmalverzeichnis des Landes Hessen durch das Landesamt für Denkmalpflege Hessen auf Basis des Hessischen Denkmalschutzgesetzes (HDSchG) geführt. Die Schutzwürdigkeit eines Kulturdenkmals hängt nicht von der Eintragung in das Denkmalverzeichnis des Landes Hessen oder der Veröffentlichung in der Denkmaltopographie ab.

## Kulturdenkmäler in Frankfurt-Hausen
| Bild           | Bezeichnung              | Lage                                             | Beschreibung | Bauzeit | Objekt-Nr. |
| -------------- | ------------------------ | ------------------------------------------------ | --- | ------- | ---------- |
| weitere Bilder | Evangelische Pfarrkirche | Alt-Hausen 1 LageFlur: 5, Flurstück: 39          | Saalkirche in schlichtem klassizistischen Stil. Die Kirche wurde nach Entwurf des Bockenheimer Maurermeisters Brandt aus rotem Mainsandstein mit zentralem Fassadenturm gebaut | 1852    | 154880 DDB |
| weitere Bilder | Evangelisches Pfarrhaus  | Alt-Hausen 2 LageFlur: 5, Flurstück: 36/1        | Barockes Wohnhaus | 1775/76 | 154881 DDB |
| weitere Bilder | Brotfabrik               | Bachmannstraße 2-4 Lage                          | Ehemalige Großbäckerei aus dem Jahr 1888. Im März 2022 unter Denkmalschutz gestellt.                                                                                           | 1888    |            |
| weitere Bilder | Schweizerhaus            | Hausener Obergasse 4 LageFlur: 8, Flurstück: 1/1 | Zweigeschossiges Wohnhaus im Stil eines Schweizer Landhauses (Ortgang, Holzverschindelung, zweiseitig umgreifender Balkon auf Holzkonsolen mit reichen Zierschnitzereien)      | 1860    | 154882 DDB |